# Mayans M.C.
Mayans M.C. (também conhecido simplesmente como Mayans) é uma série de televisão de drama policial norte-americana criada por Kurt Sutter e Elgin James para a FX. Originalmente transmitida de 4 de setembro de 2018 a 19 de julho de 2023, a série se passa no mesmo universo ficcional de Sons of Anarchy e aborda a história do Mayans Motorcycle Club, um clube rival que se tornou aliado dos Sons.
Em julho de 2022, a série foi renovada para uma quinta e última temporada, que estreou em 24 de maio de 2023.

## Premissa
Mayans M.C. se passa dois anos e meio após os eventos de Sons of Anarchy e fica a centenas de quilômetros de distância, na fictícia cidade fronteiriça de Santo Padre, na Califórnia. A série se concentra nas lutas de Ezekiel "EZ" Reyes, um prospect na filial do Mayans M.C. com base na fronteira EUA-México. EZ é o filho talentoso de uma orgulhosa família mexicana, cujo sonho americano foi extinto pela violência do cartel. Agora, sua necessidade de vingança o leva a uma vida que ele nunca planejou e da qual nunca poderá escapar.

## Elenco e personagens
| Personagem                  | Ator                           | Temporada          | Temporada          | Temporada          | Temporada          | Temporada          |                  |                  |
| Personagem                  | Ator                           | 1                  | 2                  | 3                  | 4                  | 5                  |                  |                  |
| Elenco principal            | Elenco principal               | Elenco principal   | Elenco principal   | Elenco principal   | Elenco principal   | Elenco principal   | Elenco principal | Elenco principal |
| --------------------------- | ------------------------------ | ------------------ | ------------------ | ------------------ | ------------------ | ------------------ | ---------------- | ---------------- |
| Ezekiel 'E.Z.' Reyes        | J. D. Pardo                    | Principal          | Principal          | Principal          | Principal          | Principal          |                  |                  |
| Angel Reyes                 | Clayton Cardenas               | Principal          | Principal          | Principal          | Principal          | Principal          |                  |                  |
| Emily Thomas                | Sarah Bolger                   | Principal          | Principal          | Principal          | Principal          | Principal          |                  |                  |
| Obispo 'Bishop' Losa        | Michael Irby                   | Principal          | Principal          | Principal          | Principal          | Principal          |                  |                  |
| Adelita                     | Carla Baratta                  | Principal          | Principal          | Principal          | Principal          | Principal          |                  |                  |
| Johnny 'El Coco' Cruz       | Richard Cabral                 | Principal          | Principal          | Principal          | Principal          | Does not appear    |                  |                  |
| Che 'Taza' Romero           | Raoul Trujillo                 | Principal          | Principal          | Principal          | Principal          | Convidado especial |                  |                  |
| Michael 'Riz' Ariza         | Antonio Jaramillo              | Principal          | Principal          | Does not appear    | Does not appear    | Does not appear    |                  |                  |
| Miguel Galindo              | Danny Pino                     | Principal          | Principal          | Principal          | Principal          | Principal          |                  |                  |
| Felipe Reyes                | Edward James Olmos             | Principal          | Principal          | Principal          | Principal          | Principal          |                  |                  |
| Marcus Alvarez              | Emilio Rivera                  | Recorrente         | Recorrente         | Principal          | Principal          | Principal          | Principal        |                  |
| Gabriela 'Gaby' Castillo    | Sulem Calderon                 | Does not appear    | Convidada          | Principal          | Convidada          | Does not appear    |                  |                  |
| Hank 'El Tranq' Loza        | Frankie Loyal                  | Recorrente         | Recorrente         | Recorrente         | Principal          | Principal          |                  |                  |
| Neron 'Creeper' Vargas      | Joseph Raymond Lucero          | Recorrente         | Recorrente         | Recorrente         | Principal          | Principal          |                  |                  |
| Gilberto 'Gilly' Lopez      | Vincent "Rocco" Vargas         | Recorrente         | Recorrente         | Recorrente         | Principal          | Principal          |                  |                  |
| Isaac Packer                | JR Bourne                      | Does not appear    | Does not appear    | Recorrente         | Convidado          | Principal          |                  |                  |
| Elenco recorrente           |                                |                    |                    |                    |                    |                    |                  |                  |
| Chucky Marstein             | Michael Ornstein               | Recorrente         | Recorrente         | Does not appear    | Does not appear    | Does not appear    |                  |                  |
| Lincoln 'Linc' Potter       | Ray McKinnon                   | Recorrente         | Recorrente         | Convidado especial | Convidado especial | Recorrente         |                  |                  |
| Nestor Oceteva              | Gino Vento                     | Recorrente         | Recorrente         | Recorrente         | Recorrente         | Recorrente         |                  |                  |
| Mini                        | Melony Ochoa                   | Recorrente         | Recorrente         | Recorrente         | Does not appear    | Convidada          |                  |                  |
| Antonia Pena                | Alexandra Barreto              | Recorrente         | Recorrente         | Recorrente         | Does not appear    | Does not appear    |                  |                  |
| Maria                       | Monica Estrada                 | Recorrente         | Recorrente         | Convidada          | Does not appear    | Recorrente         |                  |                  |
| Dita Galindo                | Ada Maris                      | Recorrente         | Recorrente         | Convidada          | Does not appear    | Does not appear    |                  |                  |
| Pablo                       | Salvador Chacon                | Recorrente         | Recorrente         | Convidado          | Does not appear    | Does not appear    |                  |                  |
| Paco                        | Joe Ordaz                      | Recorrente         | Recorrente         | Convidado          | Does not appear    | Does not appear    |                  |                  |
| Leticia Cruz                | Emily Tosta                    | Recorrente         | Convidada          | Recorrente         | Recorrente         | Recorrente         |                  |                  |
| Franky Rogan                | Edwin Hodge                    | Recorrente         | Convidado          | Convidado          | Does not appear    | Does not appear    |                  |                  |
| Celia                       | Ada Luz Pla                    | Recorrente         | Does not appear    | Convidada          | Does not appear    | Does not appear    |                  |                  |
| Kevin Jimenez               | Maurice Compte                 | Recorrente         | Does not appear    | Does not appear    | Does not appear    | Does not appear    |                  |                  |
| Devante Cano                | Tony Plana                     | Recorrente         | Does not appear    | Does not appear    | Does not appear    | Does not appear    |                  |                  |
| Bowen                       | Curtiss I' Cook                | Recorrente         | Does not appear    | Does not appear    | Does not appear    | Does not appear    |                  |                  |
| Santiago Martin Heimler     | Alexander Bedria               | Recorrente         | Does not appear    | Does not appear    | Does not appear    | Does not appear    |                  |                  |
| Padre Rodrigo               | Daniel Faraldo                 | Recorrente         | Does not appear    | Does not appear    | Does not appear    | Does not appear    |                  |                  |
| Andres                      | Diego Olmedo                   | Recorrente         | Does not appear    | Does not appear    | Does not appear    | Does not appear    |                  |                  |
| Happy Lowman                | David Labrava                  | Convidado          | Recorrente         | Convidado especial | Does not appear    | Convidado          |                  |                  |
| Oscar 'El Oso' Ramos        | Ivo Nandi                      | Does not appear    | Recorrente         | Convidado          | Does not appear    | Does not appear    |                  |                  |
| Hope                        | Vanessa Giselle                | Does not appear    | Recorrente         | Recorrente         | Recorrente         | Recorrente         |                  |                  |
| Canche                      | Jimmy Gonzales                 | Does not appear    | Recorrente         | Recorrente         | Recorrente         | Does not appear    |                  |                  |
| Anna Linares                | Efrat Dor                      | Does not appear    | Recorrente         | Recorrente         | Convidada          | Does not appear    |                  |                  |
| Sederica Palomo             | Mía Maestro                    | Does not appear    | Recorrente         | Recorrente         | Does not appear    | Does not appear    |                  |                  |
| Dondo                       | Emiliano Torres                | Does not appear    | Recorrente         | Convidado          | Recorrente         | Does not appear    |                  |                  |
| Marisol                     | Yvonne Valadez                 | Does not appear    | Recorrente         | Convidada          | Does not appear    | Does not appear    |                  |                  |
| Ganso                       | Bryan Rubio                    | Does not appear    | Recorrente         | Convidado          | Does not appear    | Does not appear    |                  |                  |
| Hallorann                   | Ray Nicholson                  | Convidado          | Recorrente         | Does not appear    | Does not appear    | Does not appear    |                  |                  |
| Hobart                      | Mikal Vega                     | Does not appear    | Recorrente         | Does not appear    | Does not appear    | Does not appear    |                  |                  |
| Ileana                      | Malaya Rivera Drew             | Does not appear    | Recorrente         | Does not appear    | Does not appear    | Does not appear    |                  |                  |
| Weston                      | Nate Boyer                     | Does not appear    | Recorrente         | Does not appear    | Does not appear    | Does not appear    |                  |                  |
| Norton                      | Trenton Rostedt                | Does not appear    | Recorrente         | Does not appear    | Does not appear    | Does not appear    |                  |                  |
| Medina                      | Celestino Cornielle            | Does not appear    | Recorrente         | Does not appear    | Does not appear    | Does not appear    |                  |                  |
| Marlon Buksar               | David Clayton Rogers           | Does not appear    | Recorrente         | Does not appear    | Does not appear    | Does not appear    |                  |                  |
| Alessandro 'Domingo' Montez | Jacob Vargas                   | Does not appear    | Convidado especial | Recorrente         | Does not appear    | Does not appear    |                  |                  |
| Diana Alvarez               | Michelle Diaz/Patricia De Leon | Does not appear    | Does not appear    | Recorrente         | Recorrente         | Recorrente         |                  |                  |
| Luis                        | Michael Anthony Perez          | Does not appear    | Convidado          | Recorrente         | Recorrente         | Recorrente         |                  |                  |
| 'Lobo'                      | Loki                           | Does not appear    | Convidado          | Recorrente         | Recorrente         | Recorrente         |                  |                  |
| Sirena                      | Christian Vera                 | Does not appear    | Does not appear    | Recorrente         | Recorrente         | Recorrente         |                  |                  |
| Jess                        | Grace Rizzo                    | Does not appear    | Does not appear    | Recorrente         | Recorrente         | Recorrente         |                  |                  |
| Cielo                       | Mia Danelle                    | Does not appear    | Does not appear    | Recorrente         | Recorrente         | Recorrente         |                  |                  |
| Cristóbal Galindo           | Judah Benjamin/Obadiah Abel    | Does not appear    | Does not appear    | Recorrente         | Recorrente         | Recorrente         |                  |                  |
| Otero                       | Hector Verdugo                 | Does not appear    | Does not appear    | Recorrente         | Recorrente         | Recorrente         |                  |                  |
| Santiago                    | Zachary Gallegos               | Does not appear    | Does not appear    | Recorrente         | Recorrente         | Recorrente         |                  |                  |
| 'Nails'                     | Justina Adorno                 | Does not appear    | Does not appear    | Recorrente         | Recorrente         | Convidada          |                  |                  |
| 'El Banquero'               | Guillermo Garcia               | Does not appear    | Does not appear    | Recorrente         | Recorrente         | Does not appear    |                  |                  |
| Jameson                     | Anton Narinskiy                | Does not appear    | Does not appear    | Recorrente         | Convidado          | Recorrente         |                  |                  |
| Erin Thomas                 | Holland Roden                  | Does not appear    | Does not appear    | Recorrente         | Convidada          | Does not appear    |                  |                  |
| Sahuarita President         | Wilson Ramirez                 | Does not appear    | Convidado          | Recorrente         | Does not appear    | Recorrente         |                  |                  |
| 'Echo'                      | Shaina Mikee Keiths            | Does not appear    | Does not appear    | Recorrente         | Does not appear    | Recorrente         |                  |                  |
| 'Butterfly'                 | Spencer Granese                | Does not appear    | Does not appear    | Recorrente         | Does not appear    | Convidado          |                  |                  |
| Celeste                     | Marcie Robledo                 | Does not appear    | Does not appear    | Recorrente         | Does not appear    | Convidada          |                  |                  |
| Vicki                       | Elpidia Carrillo               | Convidada          | Convidada          | Recorrente         | Does not appear    | Does not appear    |                  |                  |
| Pavia                       | Roel Navarro                   | Does not appear    | Convidado          | Recorrente         | Does not appear    | Does not appear    |                  |                  |
| Ibarra                      | Mike Beltran                   | Does not appear    | Convidado          | Recorrente         | Does not appear    | Does not appear    |                  |                  |
| 'El Palo'                   | Gregory Cruz                   | Does not appear    | Convidado          | Recorrente         | Does not appear    | Does not appear    |                  |                  |
| Steve                       | Momo Rodriguez                 | Does not appear    | Does not appear    | Recorrente         | Does not appear    | Does not appear    |                  |                  |
| Alicia                      | Denise G. Sanchez              | Does not appear    | Does not appear    | Recorrente         | Does not appear    | Does not appear    |                  |                  |
| Florence                    | Karen Strassman                | Does not appear    | Does not appear    | Recorrente         | Does not appear    | Does not appear    |                  |                  |
| Laura                       | Natalia Cordova-Buckley        | Does not appear    | Does not appear    | Recorrente         | Does not appear    | Does not appear    |                  |                  |
| Gaby's Uncle                | Octavio Solorio                | Does not appear    | Does not appear    | Recorrente         | Does not appear    | Does not appear    |                  |                  |
| Treenie                     | Augie Duke                     | Does not appear    | Does not appear    | Convidado          | Recorrente         | Recorrente         |                  |                  |
| Tessa Alvarez               | Lillianna Valenzuela           | Does not appear    | Does not appear    | Convidada          | Recorrente         | Recorrente         |                  |                  |
| Terry                       | Greg Vrotsos                   | Does not appear    | Does not appear    | Convidado          | Recorrente         | Recorrente         |                  |                  |
| Kody                        | Stella Maeve                   | Does not appear    | Does not appear    | Does not appear    | Recorrente         | Recorrente         |                  |                  |
| Downer                      | Angel Oquendo                  | Does not appear    | Does not appear    | Does not appear    | Recorrente         | Recorrente         |                  |                  |
| Sofia                       | Andrea Cortés                  | Does not appear    | Does not appear    | Does not appear    | Recorrente         | Recorrente         |                  |                  |
| Maverick                    | Maverick James                 | Does not appear    | Does not appear    | Does not appear    | Recorrente         | Recorrente         |                  |                  |
| Soledad                     | Selene Luna                    | Does not appear    | Does not appear    | Does not appear    | Recorrente         | Recorrente         |                  |                  |
| Hoosier                     | Strand of Oaks                 | Does not appear    | Does not appear    | Does not appear    | Recorrente         | Recorrente         |                  |                  |
| Rae                         | Erica Luttrell                 | Does not appear    | Does not appear    | Does not appear    | Recorrente         | Recorrente         |                  |                  |
| Jacob                       | Carter Young                   | Does not appear    | Does not appear    | Does not appear    | Recorrente         | Recorrente         |                  |                  |
| Joker                       | Dakota Daulby                  | Does not appear    | Does not appear    | Does not appear    | Recorrente         | Recorrente         |                  |                  |
| Sister Anne                 | Whitney Ortega                 | Does not appear    | Does not appear    | Does not appear    | Recorrente         | Recorrente         |                  |                  |
| Smoky                       | Aaron Abeyta                   | Does not appear    | Does not appear    | Convidado          | Recorrente         | Convidado          |                  |                  |
| Hector                      | Justin Huen                    | Does not appear    | Does not appear    | Does not appear    | Recorrente         | Convidado          |                  |                  |
| Shadow                      | Katie Ellis                    | Does not appear    | Does not appear    | Does not appear    | Recorrente         | Convidada          |                  |                  |
| Sasha                       | Julia Belanova                 | Does not appear    | Does not appear    | Does not appear    | Recorrente         | Convidada          |                  |                  |
| Kyle                        | Rowan Smyth                    | Does not appear    | Does not appear    | Does not appear    | Recorrente         | Convidado          |                  |                  |
| Andy                        | Coco Lloyd                     | Does not appear    | Does not appear    | Does not appear    | Recorrente         | Convidado          |                  |                  |
| Jazmine                     | Zhaleh Vossough                | Does not appear    | Does not appear    | Does not appear    | Recorrente         | Convidada          |                  |                  |
| Berdoo                      | Star Fields                    | Convidado          | Convidado          | Does not appear    | Recorrente         | Does not appear    |                  |                  |
| Manny                       | Manny Montana                  | Does not appear    | Does not appear    | Does not appear    | Recorrente         | Does not appear    |                  |                  |
| Doc                         | Bruce Robert Cole              | Does not appear    | Does not appear    | Does not appear    | Recorrente         | Does not appear    |                  |                  |
| Jay-Jay                     | Greg Serano                    | Does not appear    | Does not appear    | Does not appear    | Recorrente         | Does not appear    |                  |                  |
| Tex                         | Julio Cesar Ruiz               | Does not appear    | Does not appear    | Does not appear    | Recorrente         | Does not appear    |                  |                  |
| Irmã Teresa                 | Renee Victor                   | Does not appear    | Does not appear    | Does not appear    | Recorrente         | Does not appear    |                  |                  |
| Cole                        | Branton Box                    | Convidado          | Does not appear    | Does not appear    | Does not appear    | Recorrente         |                  |                  |
| Diaz                        | Alex Fernandez                 | Does not appear    | Does not appear    | Convidado          | Convidado          | Recorrente         |                  |                  |
| Rooster                     | Fabian Alomar                  | Does not appear    | Does not appear    | Convidado          | Convidado          | Recorrente         |                  |                  |
| Consuela Losa               | Christine Avila                | Does not appear    | Does not appear    | Convidada          | Does not appear    | Recorrente         |                  |                  |
| Maggie                      | Presciliana Esparolini         | Does not appear    | Does not appear    | Does not appear    | Convidada          | Recorrente         |                  |                  |
| Bottles                     | Alex Barone                    | Does not appear    | Does not appear    | Does not appear    | Does not appear    | Recorrente         |                  |                  |
| Guero                       | Andrew Jacobs                  | Does not appear    | Does not appear    | Does not appear    | Does not appear    | Recorrente         |                  |                  |
| Chip                        | Lauren McKnight                | Does not appear    | Does not appear    | Does not appear    | Does not appear    | Recorrente         |                  |                  |
| Paloma                      | Megan Renée Williams           | Does not appear    | Does not appear    | Does not appear    | Does not appear    | Recorrente         |                  |                  |
| Patricia Devlin             | Dana Delany                    | Does not appear    | Does not appear    | Does not appear    | Does not appear    | Recorrente         |                  |                  |
| Elio                        | Luis Fernandez-Gil             | Does not appear    | Does not appear    | Does not appear    | Does not appear    | Recorrente         |                  |                  |
| Kit                         | Noite                          | Does not appear    | Does not appear    | Does not appear    | Does not appear    | Recorrente         |                  |                  |
| Lefty                       | Cortni Vaughn Joyner           | Does not appear    | Does not appear    | Does not appear    | Does not appear    | Recorrente         |                  |                  |
| Johnny Panic                | Caitlin Stasey                 | Does not appear    | Does not appear    | Does not appear    | Does not appear    | Recorrente         |                  |                  |
| Sosa                        | Herbert Morales                | Does not appear    | Does not appear    | Does not appear    | Does not appear    | Recorrente         |                  |                  |
| Stone                       | Michael Olavson                | Does not appear    | Does not appear    | Does not appear    | Does not appear    | Recorrente         |                  |                  |
| Kira                        | Jolene Van Vugt                | Does not appear    | Does not appear    | Does not appear    | Does not appear    | Recorrente         |                  |                  |
| Sra. Buksar                 | Kathleen Quinlan               | Does not appear    | Does not appear    | Does not appear    | Does not appear    | Recorrente         |                  |                  |
| Poppy Foreman               | Oscar Balderrama               | Does not appear    | Does not appear    | Does not appear    | Does not appear    | Recorrente         |                  |                  |
| Ari                         | Alison Elliott                 | Does not appear    | Does not appear    | Does not appear    | Does not appear    | Recorrente         |                  |                  |
| Elenco convidado            |                                |                    |                    |                    |                    |                    |                  |                  |
| Louie                       | Noel G.                        | Convidado          | Convidado          | Convidado          | Convidado          | Convidado          |                  |                  |
| Gemma Teller-Morrow         | Katey Sagal                    | Convidada          | Does not appear    | Does not appear    | Does not appear    | Does not appear    |                  |                  |
| Rane Quinn                  | Rusty Coones                   | Convidado especial | Convidado especial | Does not appear    | Does not appear    | Convidado          |                  |                  |
| Filip 'Chibs' Telford       | Tommy Flanagan                 | Does not appear    | Convidado especial | Does not appear    | Does not appear    | Does not appear    |                  |                  |
| Les Packer                  | Robert Patrick                 | Convidado especial | Convidado especial | Does not appear    | Does not appear    | Does not appear    |                  |                  |
| Nico Diehl                  | Mark D. Espinoza               | Convidado          | Convidado          | Does not appear    | Does not appear    | Does not appear    |                  |                  |
| O'Grady                     | John Pirruccello               | Does not appear    | Convidado          | Convidado          | Does not appear    | Does not appear    | Does not appear  |                  |
| Alex 'Tig' Trager           | Kim Coates                     | Does not appear    | Does not appear    | Does not appear    | Convidado especial | Does not appear    |                  |                  |
| Paul                        | Phil Brooks                    | Does not appear    | Does not appear    | Does not appear    | Convidado          | Convidado          |                  |                  |
| Melissa Lyndecker           | Carla Gallo                    | Does not appear    | Does not appear    | Does not appear    | Convidada          | Convidada          |                  |                  |
| Wendy Case                  | Drea de Matteo                 | Does not appear    | Does not appear    | Does not appear    | Does not appear    | Convidada          |                  |                  |

### Hierarquia dos Mayans
|                                         | 1ª temporada                    | 2ª temporada           | 3ª temporada           | 4ª temporada                            | 5ª temporada           |
| --------------------------------------- | ------------------------------- | ---------------------- | ---------------------- | --------------------------------------- | ---------------------- |
| Presidente                              | Obispo “Bishop” Losa            | Obispo “Bishop” Losa   | Obispo “Bishop” Losa   | Marcus Álvarez Ezekiel "EZ" Reyes       | Ezekiel "EZ" Reyes     |
| Vice-Presidente                         | Che "Taza" Romero               | Che "Taza" Romero      | Che "Taza" Romero      | Obispo "Bishop" Losa Ezekiel "EZ" Reyes | Obispo "Bishop" Losa   |
| El Pacificador (Sargento-de-Armas)      | Hank "El Tranq" Loza            | Hank "El Tranq" Loza   | Hank "El Tranq" Loza   | Hank "El Tranq" Loza                    | Hank "El Tranq" Loza   |
| El Secretario (Secretário)              | Michael "Riz" Ariza Angel Reyes | Angel Reyes            | Angel Reyes            | Angel Reyes                             | Angel Reyes            |
| Capitan Del Camino (Capitão-de-Estrada) | Neron "Creeper" Vargas          | Neron "Creeper" Vargas | Neron "Creeper" Vargas | Neron "Creeper" Vargas                  | Gilberto "Gilly" Lopez |

## Episódios
| Temporada | Temporada | Episódios | Episódios | Originalmente exibido | Originalmente exibido | Audiência (em milhões) |
| Temporada | Temporada | Episódios | Episódios | Estreia da temporada  | Final da temporada    | Audiência (em milhões) |
| --------- | --------- | --------- | --------- | --------------------- | --------------------- | ---------------------- |
|           | 1         | 10        | 10        | 4 de setembro de 2018 | 6 de novembro de 2018 | 1.60                   |
|           | 2         | 10        | 10        | 3 de setembro de 2019 | 5 de novembro de 2019 | 1.07                   |
|           | 3         | 10        | 10        | 16 de março de 2021   | 11 de maio de 2021    | 0.75                   |
|           | 4         | 10        | 10        | 19 de abril de 2022   | 14 de junho de 2022   | 0.61                   |
|           | 5         | 10        | 10        | 24 de maio de 2023    | 19 de julho de 2023   | 0.47                   |

## Produção

### Desenvolvimento
Em 11 de maio de 2016, foi anunciado que a FX havia iniciado o desenvolvimento formal do roteiro de um spin-off da série de televisão Sons of Anarchy.  O suposto desdobramento, intitulado Mayans M.C., foi criado por Kurt Sutter e Elgin James, com James escrevendo o roteiro do episódio piloto e ambos sendo produtores executivos. As produtoras anunciadas como estando envolvidas na série incluem Fox 21 Television Studios e FX Productions. Em 1 de dezembro de 2016, a FX deu oficialmente um pedido piloto para a produção. Também foi anunciado que Sutter dirigiria o episódio piloto da série.
Em 5 de julho de 2017, foi anunciado que o piloto passaria por refilmagens e que Norberto Barba estaria substituindo Sutter como diretor do episódio, já que Sutter planejava focar exclusivamente na escrita do episódio. Além disso, foi relatado que vários papéis seriam reformulados e que Barba também atuaria como produtor executivo.
Em 5 de janeiro de 2018, o FX anunciou na turnê anual da imprensa de inverno da Television Critics Association que a produção havia recebido um pedido de série para uma primeira temporada consistindo de dez episódios. Em 28 de junho de 2018, foi relatado que a série iria estrear em 4 de setembro de 2018.

### Escolha de elenco
Em fevereiro de 2017, foi anunciado que Edward James Olmos, John Ortiz, J. D. Pardo e Antonio Jaramillo haviam sido escalados para os papéis principais no piloto. Em março de 2017, foi relatado que Richard Cabral, Sarah Bolger, Jacqueline Obradors e Andrea Londo também haviam sido escalados. Em outubro de 2017, foi anunciado que Michael Irby e Raoul Trujillo haviam sido escalados para papéis regulares na série. Em novembro de 2016, foi noticiado que Emilio Rivera estaria reprisando seu papel de Marcus Álvarez de Sons of Anarchy na série. Em 25 de abril de 2017, foi anunciado que Carla Baratta substituiria Andrea Londo no papel de Adelita. Além disso, foi relatado que Maurice Compte foi escalado para um papel potencialmente recorrente. Em 1 de maio de 2017, foi informado que Efrat Dor ingressaria no elenco em uma capacidade potencialmente recorrente. Em outubro de 2017, foi anunciado que Danny Pino e Vincent “Rocco” Vargas haviam sido escalados para o piloto com Pino no papel principal. Em abril de 2018, foi anunciado que Gino Vento e Tony Plana haviam sido escalados para papéis recorrentes. Em 22 de julho de 2018, Sutter revelou em uma entrevista ao Deadline Hollywood que Ortiz havia sido substituído por Michael Irby.

### Filmagens
A filmagem principal do episódio piloto estava prevista para começar em março de 2017. Em julho de 2017, foi relatado que o piloto passaria por refilmagens que aconteceriam no final do verão de 2017. Essas refilmagens começaram supostamente durante a semana de 23 de outubro de 2017 em Los Angeles.

## Lançamento

### Estreia
Em 8 de junho de 2018, a série realizou uma prévia oficial da estreia mundial no ATX Television Festival anual em Austin, Texas. Os co-criadores Kurt Sutter e Elgin James, o produtor/diretor executivo Norberto Barba e os membros do elenco participaram do Rally de Motocicleta da República do Texas no centro de Austin. Isso foi seguido por uma exibição de um clipe exclusivo da série e um painel de perguntas e respostas no Cinema Paramount com convidados, incluindo os produtores Sutter, James e Barba, bem como membros do elenco, como JD Pardo, Clayton Cardenas, Sarah  Bolger, Carla Baratta, Richard Cabral, Antonio Jaramillo, Emilio Rivera, Danny Pino, Michael Irby, Vincent “Rocco” Vargas, Raoul Trujillo e Frankie Loyal.
Em 22 de julho de 2018, a série realizou um painel na San Diego Comic-Con no Hall H do San Diego Convention Center em San Diego, Califórnia. O painel foi moderado por Lynnette Rice da Entertainment Weekly e incluiu os criadores Sutter e James, bem como o membro do elenco J.D. Pardo. O painel também incluiu uma exibição dos primeiros treze minutos do episódio piloto.
Em 28 de agosto de 2018, a série estreou oficialmente no Grauman's Chinese Theatre em Los Angeles, Califórnia. Os presentes incluíram J.D. Pardo, Edward James Olmos, Sarah Bolger, Michael Irby, Clayton Cardenas, Kurt Sutter, Katey Sagal, Raoul Max Trujillo, Danny Pino, Antonio Jaramillo, Richard Cabral, Maurice Compte, Carla Baratta, Emilio Rivera e Yadi  Valeria.

### Distribuição
Desde 2018, Mayans M.C. vai ao ar nos seguintes países e canais:
A série estreou em 4 de setembro de 2018, na FoxPremium na América do Sul e na FXNow no Canadá. Ele estreou em 5 de setembro de 2018, no Fox Showcase na Austrália, Canal+ na França, Neon na Nova Zelândia e HBO na Dinamarca, Noruega, Espanha, Finlândia e Suécia. Em 2019, foi disponibilizado no Reino Unido pela BBC iPlayer. No Brasil, a série está disponível no Star+ desde 2021. Em Portugal, ela é distribuída através do HBO Max e Disney+.

## Recepção

### Resposta crítica
| Temporada | Temporada | Crítica             | Crítica            |
| Temporada | Temporada | Rotten Tomatoes     | Metacritic         |
| --------- | --------- | ------------------- | ------------------ |
|           | 1         | 72% (36 avaliações) | 57 (19 avaliações) |
|           | 2         | 100% (5 avaliações) | —                  |

#### 1ª temporada
No site de agregação de resenhas Rotten Tomatoes, a primeira temporada possui uma taxa de aprovação de 72% com uma classificação média de 6.43 em 10 com base em 36 análises.  O consenso crítico do site diz: "Mayans M.C. é um drama emocionante com personagens atraentes, mas luta para encontrar seu ritmo e os Tellers são difíceis de esquecer." No Metacritic, a temporada tem uma pontuação de 57 de 100, com base em 19 críticos, indicando "críticas mistas ou médias".

#### 2ª temporada
A segunda temporada recebeu mais críticas positivas do que a primeira. No site de agregação de resenhas Rotten Tomatoes, a temporada possui um índice de aprovação perfeito de 100% com uma classificação média de 7.75 em 10 com base em 5 avaliações.

### Audiência
| Temporada | Temporada | Ep. 1 | Ep. 2 | Ep. 3 | Ep. 4 | Ep. 5 | Ep. 6 | Ep. 7 | Ep. 8 | Ep. 9 | Ep. 10 | Audiência |
| --------- | --------- | ----- | ----- | ----- | ----- | ----- | ----- | ----- | ----- | ----- | ------ | --------- |
|           | 1         | 2.53  | 2.01  | 2.10  | 1.53  | 1.39  | 1.35  | 1.29  | 1.22  | 1.23  | 1.31   | 1.60      |
|           | 2         | 1.39  | 1.06  | 1.12  | 1.04  | 1.00  | 1.03  | 1.10  | 1.01  | 1.05  | 0.95   | 1.07      |
|           | 3         | 0.84  | 0.54  | 0.84  | 0.71  | 0.61  | 0.73  | 0.87  | 0.79  | 0.78  | 0.81   | 0.75      |
|           | 4         | 0.68  | 0.56  | 0.51  | 0.54  | 0.52  | 0.60  | 0.63  | 0.64  | 0.77  | 0.62   | 0.61      |
|           | 5         | 0.56  | 0.41  | 0.40  | 0.40  | 0.42  | 0.45  | 0.49  | 0.53  | 0.52  | 0.49   | 0.47      |

### Prêmios e indicações
| Ano  | Prêmio                                      | Categoria                                                                                              | Indicado(s)        | Resultado | Ref.   |
| ---- | ------------------------------------------- | --- | ------------------ | --------- | ------ |
| 2019 | ICG Publicists Awards                       | Maxwell Weinberg Publicist Showmanship Television Award                                                | Chris Kaspers      | Indicado  | [ 42 ] |
| 2019 | Critics' Choice Television Awards           | Melhor Ator Coadjuvante em Série Dramática                                                             | Richard Cabral     | Indicado  | [ 43 ] |
| 2021 | Imagen Foundation Awards                    | Melhor Ator – Televisão (Drama)                                                                        | J. D. Pardo        | Venceu    | [ 44 ] |
| 2021 | Imagen Foundation Awards                    | Melhor Ator Coadjuvante – Televisão (Drama)                                                            | Edward James Olmos | Indicado  | [ 44 ] |
| 2021 | Imagen Foundation Awards                    | Melhor Atriz Coadjuvante – Televisão (Drama)                                                           | Sulem Calderon     | Indicado  | [ 44 ] |
| 2021 | Imagen Foundation Awards                    | Melhor Programa de Horário Nobre – Drama                                                               | Mayans M.C.        | Indicado  | [ 44 ] |
| 2022 | BMI Film & TV Awards                        | BMI Cable Television Awards                                                                            | David Wingo        | Venceu    | [ 45 ] |
| 2022 | American Society of Cinematographers Awards | Realização Proeminente em Cinematografia em Episódio de uma Série de Uma Hora para Televisão Comercial | David Stockton     | Indicado  | [ 46 ] |